# Condado de Washington (Pensilvânia)
O Condado de Washington é um dos 67 condados do estado americano da Pensilvânia. A sede do condado é Washington, e sua maior cidade é Washington. O condado possui uma área de 2 230 km² (dos quais 10 km² estão cobertos por água), uma população de 202 897 habitantes, e uma densidade populacional de 91 hab/km² (segundo o censo nacional de 2000). O condado foi fundado em 28 de março de 1871.